# 胡利奥·马约拉
胡利奥·鲁文·马约拉·佩尼亚（西班牙語：Julio Rubén Mayora Pernia，1996年9月2日—），委内瑞拉女子举重运动员，2018年世界举重锦标赛男子67公斤级铜牌得主、2019年泛美运动会男子73公斤级金牌得主、2020年夏季奥运会男子73公斤级银牌得主。